# نئونن، خرون ان‌نیدروتن
نئونن، خرون ان‌نیدروتن (به هلندی: Nuenen) یک شهرستان در هلند است که در برابانت شمالی واقع شده‌است. نئونن ۱۶ متر بالاتر از سطح دریا واقع شده‌است.